# Света Троица (Ропотово)
Вижте пояснителната страница за други значения на Света Троица.
„Света Троица“ (на македонска литературна норма: „Света Троица“) е православна възрожденска църква в прилепското село Ропотово, Северна Македония. Църквата е под управлението на Преспанско-Пелагонийската епархия на Македонската православна църква.
Църквата е гробищен храм и е разположена в северната част на селото. Издигната е в 1859 година и осветена от митрополит Венедикт Византийски. Вътрешността на църквата е изписана в 1910 година от Димитрий, Ефтим и Георги от село Гари, Дебърско и Стефан Илиев от Жабяни. Представлява еднокорабна сграда, с полукръгла апсида, която отвън е разчленена на пет плитки ниши.
- Стенопис в апсидата
- Страшният съд
- Стенописи
- Ктиторският надпис, 1859 г.
- Зографският надпис, 1910 г.
- Стенопис с източните царе